# 윈도우 모바일 6.0
윈도우 모바일 6.0(Windows Mobile 6.0, 이전 코드네임: "크로스보(Crossbow)")은 2007년 2월 12일 3GSM 월드 콩그레스 2007에서 출시된 윈도우 모바일의 버전이다. 세 가지 다른 버전으로 제공된다: 스마트폰용 "윈도우 모바일 6 스탠다드"(터치스크린이 있는 전화기), 전화 기능이 있는 포켓 PC용 "윈도우 모바일 6 프로페셔널", 그리고 셀룰러 라디오가 없는 포켓 PC용 "윈도우 모바일 6 클래식"이다.
윈도우 모바일 6은 윈도우 CE 5.0 (버전 5.2)을 기반으로 하며, 당시 새로 도입된 윈도우 라이브 및 익스체인지 2007 제품과 강력하게 연결되어 있다. 윈도우 모바일 6 스탠다드는 오렌지의 SPV E650에 처음으로 제공되었으며, 윈도우 모바일 6 프로페셔널은 O2의 Xda Terra에 처음으로 제공되었다. 미학적으로 윈도우 모바일 6은 당시 새로 출시된 윈도우 비스타와 디자인이 유사하게 의도되었다. 기능적으로는 이전 버전인 윈도우 모바일 5.0과 매우 유사하게 작동하지만 안정성이 향상되었다.

## 특징
오피스 모바일 6.1 발표와 함께 오피스 2007 문서 형식(pptx, docx, xlsx) 지원과 더불어, 마이크로소프트 오피스 원노트의 동반자인 원노트 모바일이 WM6의 대부분 빌드에 추가되었다. 오피스 모바일에 새로 포함된 프로그램 외에도, HTML 이메일 지원이 아웃룩 모바일에 추가되는 등 기존 애플리케이션에 개선이 이루어졌다. 마이크로소프트 익스체인지 2007의 서버 검색, 마이크로소프트 익스체인지 2007의 부재중 회신, 그리고 익스체인지 서버 주소록의 연락처 검색 기능이 구현되었다. 프로그래머를 위한 개발을 돕기 위해 닷넷 컴팩트 프레임워크 v2 SP2가 이제 OS에 사전 설치된다. 개발자와 사용자들은 정보 저장 및 검색을 위해 마이크로소프트 SQL 서버 2005 컴팩트 에디션에도 접근할 수 있다. 인터넷 익스플로러 모바일에는 AJAX, 자바스크립트, 그리고 XMLDOM 지원이 추가되었으며, 장치 전체 인터넷 공유 기능이 향상되었다. 새로운 마이크로소프트 블루투스 스택과 VoIP (인터넷 전화) 지원에 음향 에코 제거 및 MSRT 오디오 코덱이 추가되어 통신 기능이 더욱 향상되었다.
보안 강화를 위해 마이크로소프트는 장치가 콜드 부팅될 경우 암호화 키가 손실되는 저장소 카드 암호화 기능을 추가했다. 보안 및 기능 측면의 추가 업데이트는 이제 운영 체제 라이브 업데이트를 통해 제공될 수도 있다.
기타 개선 사항은 다음과 같다: 320x320 및 800x480 (WVGA) 화면 해상도 지원 (Sharp의 S01SH 또는 "Em One"은 WM5에서 800x480 화면을 가진 최초이자 유일한 장치였다.), 향상된 원격 데스크톱 접근 (특정 포켓 PC에서만 사용 가능), 고객 피드백 옵션, 프로그램 내 검색을 위한 스마트필터, 그리고 특정 통신사를 위한 무면허 모바일 접속(UMA) 지원이 있다.

## 같이 보기
- 포켓 PC 2000
- 포켓 PC 2002
- 윈도우 모바일 2003
- 윈도우 모바일 5.0
- 윈도우 모바일 6.1
- 윈도우 모바일 6.5